# Rimantas Pleikys
Rimantas Pleikys (* 25. November 1957 in Vilnius; † 24. Januar 2021 in Kiemionys, Rajongemeinde Zarasai) war ein litauischer Journalist und Politiker.

## Leben
Nach dem Abitur an der Mittelschule Druskininkai arbeitete er 1976 als Techniker beim Senderstelle Druskininkai. 1981 absolvierte er das Studium der Journalistik an der Universität Vilnius und bis 1985 lehrte er am Journalistik-Lehrstuhl der Universität. 1989 gründete er erste unabhängige Radiostation „M-1“ und war bis 1990 Chefredakteur. 1990 gründete er die Radiostation „Radiocentras“, die er bis 1995 leitete.
Von 1996 bis 2000 war er Mitglied des Seimas und von 1996 bis 1998 Minister für Fernmeldewesen und Informatik.

## Bücher
- Rimantas Pleikys. Jamming. R. Pleikys, Vilnius 1998.
- Римантас Плейкис. Радиоцензура. Baltijos kopija, Vilnius 2002, ISBN 9955-9427-4-6.